# Xian de Dayi
Le xian de Dayi (大邑县 ; pinyin : Dàyì Xiàn) est un district administratif de la province du Sichuan en Chine. Il est placé sous la juridiction de la ville sous-provinciale de Chengdu.

## Démographie
La population du district était de 493 116 habitants en 1999.

## Monuments

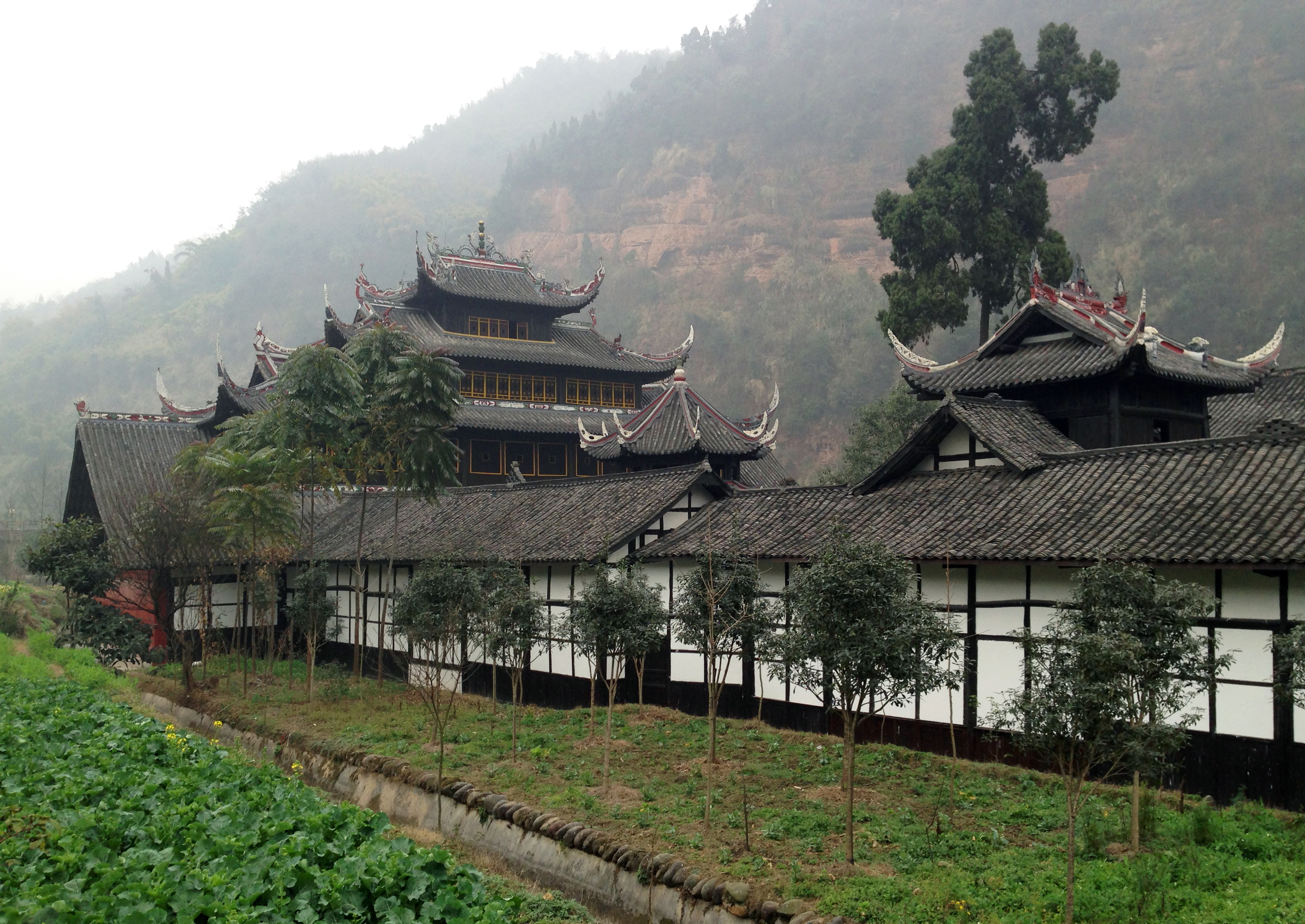
Palais Chuanwang de Xinchang (新场川王宫)

Le Palais Chuanwang situé sur le bourg de Xinchang (新场镇), sur les rives du Hutiao he (虎跳河).
La Cour des fermages, situé dans l'ancienne ferme de Liu Wencai (刘文彩), œuvre monumentale faite de 114 personnages de terre séchée à échelle réelle, représentant les relations tendues entre propriétaires cruels et ouvriers maltraités sous les anciens régimes de la Chine impériale et ayant perduré pendant la République de Chine, précédent la révolution menée par Mao Zedong.